# Dirección General de Contrainteligencia Militar
La Dirección General de Contrainteligencia Militar (DGCIM), es una organización venezolana de contrainteligencia militar, con sede principal en Petare, estado Miranda, Venezuela; cuya función es impedir la inteligencia o espionaje enemigo interno y externo realizado por militares y civiles contra el comandante en Jefe y la Fuerza Armada Nacional Bolivariana (FANB), para que así, se garantice la seguridad y la defensa de la nación. De igual forma, se encarga de suministrar información a los organismos de la FANB, y de la seguridad a subordinados de la DGCIM que lo requieran. Ha sido señalado como un órgano de tortura, persecución y represión del gobierno venezolano hacia la disidencia por el Alto Comisionado de las Naciones Unidas para los Derechos Humanos y Amnistía Internacional.
Se encuentra actualmente dirigida por el mayor general Javier Marcano Tábata y en la subdirección el general de división Carlos Ramón Enrique Carvallo Guevara.

## Historia
El origen de la creación de este organismo fue en 1974, cuando nace con el nombre original que lo conoce aún la sociedad por sus siglas (DIM) Dirección de Inteligencia Militar. A partir del 16 de mayo de 1977 la organización militar cambia su nombre a Dirección General Sectorial de Inteligencia Militar (DGSIM) más adelante cambian el nombre de Dirección General de Inteligencia Militar (DGIM). La organización con estos nombres su función consistía en operaciones de inteligencia militar relativa a naciones extranjeras. Ya para el 21 de julio de 2011 la organización cambia el nombre actual como Dirección General de Contrainteligencia Militar (DGCIM) cuya función ya no es la inteligencia militar sino la contrainteligencia relativa a individuos en contra al gobierno nacional.
A partir de 1989 después de los disturbios y saqueos del Caracazo la organización realizó allanamientos de morada en la Parroquia 23 de Enero de Caracas y a su vez cometieron abusos contra los residentes del lugar. El 2 de abril de 2009 agentes de la Dirección General de Inteligencia Militar (DGIM) arrestan al Ministro de Defensa, opositor al gobierno de Hugo Chávez, Raúl Isaías Baduel que lo encarcelan a 8 años de prisión.
En septiembre de 2022 un nuevo Informe de la ONU menciona la existencia de 17 casas clandestinas de tortura en Caracas operadas por el Servicio Bolivariano de Inteligencia Nacional y la DGCIM de Nicolás Maduro, el administrador responsable fue identificado como Teniente coronel Alexander Enrique Granko Arteaga como el torturador alias Barba, al director general de Asuntos Especiales de la DGCIM Gustavo Enrique González, MG Antonio José Benavides Torres, . La misión ha documentado los casos de 122 víctimas sometidas a tortura, violencia sexual y a otros tratos inhumanos en los centros de la Dirección General de Contrainteligencia Militar (DGCIM).  Destituyen 10 funcionarios de la DGCIM el 20 de noviembre de los cuales dos son los comisarios Argenis Gregorio Linarez Márquez y Juan Bautista García Arocha, protegidos del  teniente coronel Alexander Enrique Granko Arteaga, jefe de la Dirección de Asuntos Especiales (DAE) de la Dgcim. Uno de ellos por extorcion, robo y el otro por tortura y muerte de un funcionario del CICPC

## Dirección
La organización incluye militares, antiespías, agentes, investigadores, informadores, funcionarios, archivadores y civiles. Está dirigida por el mayor general Iván Hernández Dala. La organización es administrada o depende del Ministerio del Poder Popular para la Defensa quien coordina sus actividades.
La sede principal de la Dirección General de Contrainteligencia Militar (DGCIM) está ubicada en Petare, Municipio Sucre, Parroquia Leoncio Martínez, Urbanización Boleíta Norte, Calle Vargas, Quinta Crespo Edificio DGCIM.

## Dirección de Asuntos Especiales (DAE)
La Dirección de Asuntos Especiales (DAE), es considerado un “grupo de choque” de este organismo de inteligencia y represión que está dirigido por desde 2017 por Alexander Enrique Granko Arteaga, alias “Barba”, quien ha sido identificado por la Misión Internacional Independiente de Determinación de Hechos de la ONU como uno de los responsables por las torturas que allí se aplican como parte de la “maquinaria” creada por Nicolás Maduro para reprimir sistemáticamente a la disidencia. Recibe órdenes directas del director general de la DGCIM, Iván Rafael Hernández Dala.
Un informe de la ONU en septiembre de 2022 menciona la existencia de 17 casas clandestinas de tortura en Caracas. Se supo que el administrador responsable fue identificado como Alejandro Enrique Granko Arteaga como el torturador alias Barba, al director general de Asuntos Especiales de la DGCIM Gustavo Enrique González. La misión ha documentado los casos de 122 víctimas sometidas a tortura, violencia sexual y a otros tratos inhumanos en los centros de la Dirección General de Contrainteligencia Militar (DGCIM)
En abril de 2023 periodistas identificaron en un programa de Diosdado Cabello que expuso al público a un grupo de 26 funcionarios con nombre y apellido de la Dirección de Asuntos Especiales (DAE) de la Dirección General de Contrainteligencia Militar (DGCIM) dirigido a uno en especial, el capitán Moisés Saúl Méndez Calderón identificado como el “torturador número 4″. Hubo otros señalados como Mayor Barrio José Peña, Mayor Pirela Ismael, Mayor Rodríguez Juan, Mayor Soto Dávila Jean Pier, Mayor Sánchez Colmenares Germán, Mayor Hernán Cárdenas Naranjo Jesús, Mayor Uzcátegui Pulgar César, capitanes, 1.er teniente y demás. Sin embargo un grupo de víctimas consultados coincidieron que faltaba uno de los principales; Jonatahan Eduardo Becerra Requena alias "Piraña"

## Violaciones de derechos humanos
La Dirección General de Contrainteligencia Militar ha sido responsable por numerosos casos de detenciones arbitrarias, torturas y asesinatos.

### Casas clandestinas de torturas
Un informe de la Misión de crímenes de lesa humanidad de la ONU detalló los 17 lugares de detención clandestinos utilizados por la DGCIM detallado en septiembre de 2022 y que son administradas por el teniente coronel Alexánder Enrique Granko Arteaga, el director de Asuntos Especiales (DAE) de la DGCIM que aquí se detallan algunas:
- Un solar en el barrio de Prados del Este en Caracas.
- Una casa llamada Tamanco, cerca del Hotel Tamanco, en Caracas.
- Una casa llamada La Trinidad, en Caracas.
- Una casa llamada Galpón, en el barrio de Guarenas, en Caracas.
- Un sitio en San Bernardino, cerca del restaurante Crema Paraíso, en Caracas (ahora perteneciente al DAES).
- Una casa en el barrio de Bello Monte, en Caracas.
- Una casa en el sector de La Mariposa, denominada “Casa de Granko número 1″.
- Una casa llamada Galpón, en la Mariposa.
- Una casa en el sector de Los Naranjos.
- Una casa en el sector Lomas de Las Mercedes.
- Edificio de Operaciones Especiales Catia Pérez Bonalde (Tomado por la Fuerza)

Está última es una base operativa instruida por funcionarios totalmente corruptos los cuales poseen un gran equipo multidisciplinario en dicha base. Es dirigida por los Comisarios Panda, Heikalt Machado y Jordan,(Recientemente detenido en el estado Carabobo por los delitos de extorsión y secuestro) los cuales son dirigidos por un Capitán de apellido Polanco que trabaja Directamente en la sede principal de la DGCIM. Está sede fue tomada en armas por estos funcionarios sin ser consultada la población que se encuentra alrededor de la misma ocasionando presión y temor con su presencia 
En esta base se han planificado diversos informes negativos transcritos por el ciudadano Carlos Figueiras Rúa exfiscal del Ministerio Público y Abogado de la base con la finalidad de desestabilizar la región Venezolana con expedientes Forjados en contra de diversas instituciones debido a que no dejan la continuidad operativa de otros funcionarios para trabajar dentro de la región ya que descubrirían irregularidades dentro de su operatividad, es de notar que estas personas eran brazos ejecutores del Comisario(R) José Jonathan Pérez Noguera Alias JJ el cual fue juzgado por diversos delitos en contra el estado y luego fue puesto en libertad, demostrando así la corrupción que manejan estas personas.
Está base es fundamental ar las operaciones clandestinas de estos Comisarios dentro de la región capital evidenciando ello con la captura del Jefe de Operaciones de dicha Base en el Estado Carabobo.

### Tortura y asesinatos

#### José Alberto Marulanda
El 20 de mayo de 2018, oficiales de la DGCIM detuvieron al médico cirujano José Alberto Marulanda, día en el que se celebraron elecciones presidenciales en Venezuela, y posteriormente fue llevado a la sede del Servicio Bolivariano de Inteligencia Nacional (SEBIN). A pesar de ser civil, cuatro días después fue presentado ante tribunales militares, el 24 de mayo, en Fuerte Tiuna, para ser imputado de cargos. De acuerdo con Alfredo Romero, director de Foro Penal, a Marulanda no le permitieron defensa al ser ingresado por la puerta trasera del tribunal. Durante su detención, Marulanda ha sido torturado por parte de funcionarios hasta llegar a quedar sordo del oído derecho tras un golpe que le dieron y de perder la sensibilidad en sus manos. Abogados del Foro Penal han explicado que los funcionarios de la DGCIM detuvieron al traumatólogo solo por mantener una relación sentimental con una oficial de la Armada Nacional que presuntamente había participado en reuniones para llevar a cabo un levantamiento militar que despojaría del poder a Nicolás Maduro, pero al estar fuera del alcance de los cuerpos de seguridad estos tomaron la decisión de detener a su pareja.

#### Rafael Acosta Arévalo
Ese día funcionarios del Dirección General de Contrainteligencia Militar (DGCIM) y del Servicio Bolivariano de Inteligencia (SEBIN) detuvieron a siete personas, entre militares y policías activos y retirados. Entre los detenidos se encontraban dos coroneles retirados, un general de brigada de la aviación, un teniente coronel del Ejército, dos comisarios retirados del Cuerpo de Investigaciones Científicas, Penales y Criminalísticas (CICPC) y un capitán de corbeta de la Armada, Rafael Arévalo). El 26 de junio, después de seis días sin conocer su paredero, la detención de Arévalo fue anunciada por el ministro de comunicación e información Jorge Rodríguez.
El 28 de junio, Rafael Arévalo fue trasladado por una comisión del DGCIM a la sede del tribunal militar para realizar su audiencia de presentación, donde llegó en una silla de ruedas con graves indicios de torturas. Los funcionarios de la DGCIM impidieron que la entrevista con sus abogados fuera privada. El capítán presentaba muchas excoriaciones en los brazos, poca sensibilidad en las manos, inflamación extrema en los pies, rastros de sangre en las uñas lesiones en el torso. Rafael tampoco era capaz de mover las manos o los pies, de poder levantarse o de hablar, con la excepción de aceptar el nombramiento de su defensor y de pedirle auxilio a su abogado.
El juez ordenó que el capitán fuera trasladado al Hospital Militar del Ejército Dr. Vicente Salias Sanoja, "Hospitalito", ubicado en Fuerte Tiuna, al observar su crítico estado físico y su audiencia de presentación fue pospuesta. Más adelante el juez de la causa comunicó que Rafael Arévalo había fallecido en la noche en el hospital.
Después de que las denuncias de los hechos se hicieran públicas, no se podía ingresar la etiqueta de «DGCIM» como búsqueda en la plataforma Twitter, presuntamente por un bloqueo.

#### Igbert Marín Chaparro
El 2 de marzo de 2018, el militar Igbert Marín Chaparro fue detenido junto a otros ocho funcionarios más, por parte de autoridades del Dirección General de Contrainteligencia Militar (DGCIM) y llevado a la sede en Boleíta (Petare), tras una reunión que tuvo con sus subalternos y jefes en instalaciones militares de Caracas, quienes reclamaron mejores condiciones alimenticias para su tropa armada, condenar la corrupción institucional dentro de la FANB y exigir equipamiento para las unidades. El hecho de sus comentarios lo llevó posteriormente a verse con el Ministro del Poder Popular para la Defensa de Venezuela, G/J Vladimir Padrino López, donde confirmó a él, la situación. Entre los cargos que se le acusa son: «Traición a la patria, instigación a la rebelión y acciones contra el decoro militar». Familiares y abogados de Marín, denunciaron que fue víctima de tortura por funcionarios del DGCIM.

### Los Acreditados
En mayo de 2019 la abogada Tamara Sujú denunció, una supuesta organización paralela a la Dirección General de Contrainteligencia Militar (Dgcim) llamada «Los Acreditados», bajo la dirección del mayor Alexander Granko Arteaga, el grupo compuesto por unos 300 individuos armados (entre ellos militares, pranes, civiles y presos comunes) con financiamiento de la Guardia Nacional, aprobados por el mayor general Richard López Vargas, entrenados en acciones de comando durante tres meses para protección de personajes importantes (escoltas), fueron dotados de 10 vehículos tipo taxi Orinoco, 3 camionetas y 100 motos ; conformada por el general Sergio Negrín Alvarado (asesinado en octubre de 2020), los capitanes Germán Antonio Sánchez (Santiago), Jesús Cárdenas (Camaleón) y la teniente Gabriela Alas (la cochina). Serían conocidos como "Colectivos del Este".

### Denuncia de secuestro de Ronald Ojeda en Chile
Iván Simonovis denunció el 21 de febrero de 2024 que el exteniente Ronald Ojeda fue secuestrado en Chile durante la madrugada presuntamente por funcionarios del DGCIM que se habrían hecho pasar por oficiales de inmigración chilenos. 

### Detenciones arbitrarias después de las elecciones presidenciales 2024
Después de las elecciones presidenciales, que se elaboraron el 28 de julio, aumentaron los casos de detenciones arbitrarias a dirigentes políticos y ciudadanos venezolanos por parte de la DGCIM y otros cuerpos policiales.

#### Activación de la "Operación Tun Tun" después de los resultados presidenciales
"Es una operación no formal que supone una escalada represiva en Venezuela”, la define Gonzalo Himiob, de la ONG Foro Penal.
La Operación Tun Tun es una medida coercitiva implementada por el gobierno de Nicolás Maduro en Venezuela, iniciada tras las elecciones del 28 de julio de 2024. Esta operación se caracteriza por arrestos masivos de manifestantes y opositores políticos. El nombre “Tun Tun” hace referencia a una frase popular en Venezuela que simboliza la represión y el temor a las redadas nocturnas. La oposición y varios países han cuestionado la legitimidad de las elecciones, alegando fraude y falta de transparencia en los resultados.
La operación ha sido ampliamente criticada por organizaciones de derechos humanos, que denuncian violaciones sistemáticas de los derechos civiles y políticos. Además, ha generado una ola de protestas tanto dentro como fuera del país, con llamados internacionales a la restauración de la democracia y el respeto a los derechos humanos en Venezuela.

#### Agresión poselectoral en Venezuela en 2024
Tras las elecciones presidenciales del 28 de julio de 2024 en Venezuela, se ha intensificado una ola de agresión y miedo en el país. Desde el día siguiente a las elecciones, manifestantes, observadores electorales, periodistas y activistas de derechos humanos han sido objeto de persecución y detenciones. Al menos 1.400 personas han sido encarceladas en prisiones de alta peligrosidad, y muchos opositores han optado por esconderse o huir del país para evitar represalias.
La represión se ha manifestado de diversas formas, incluyendo amenazas verbales y físicas por parte de las fuerzas de seguridad y grupos afines al gobierno. Los observadores electorales han denunciado irregularidades en el proceso de votación, como la interrupción del escrutinio y el mal funcionamiento de las máquinas de votación. Estas acciones han generado un clima de intimidación que ha silenciado a muchos críticos del gobierno de Nicolás Maduro.
El impacto humano de esta represión es significativo, con testimonios de personas que han tenido que abandonar sus hogares y cambiar de residencia para evitar ser detenidas. Familias de los detenidos se congregan en las afueras de las prisiones para intentar ver a sus seres queridos y llevarles alimentos. La situación ha exacerbado la crisis política y social en el país, generando una atmósfera de miedo e incertidumbre.

#### Denuncias ante la Corte Penal Internacional por crímenes de lesa humanidad después de las elecciones presidenciales
El 17 de agosto de 2024, un grupo de juristas internacionales y ex altos funcionarios de diversos países presentó una denuncia formal ante la Corte Penal Internacional (CPI), acusando al gobierno de Nicolás Maduro de cometer crímenes de lesa humanidad en Venezuela. La denuncia, respaldada por expertos en derecho penal, internacional y derechos humanos, destaca graves violaciones contra la población civil, incluyendo detenciones arbitrarias, tortura, violaciones, ejecuciones sumarias y persecución política sistemática, especialmente tras las elecciones presidenciales del 28 de julio de 2024.
El gobierno desató una ola de represión sin precedentes contra la oposición y los manifestantes civiles. La denuncia subraya que estos crímenes no son incidentes aislados, sino parte de una política de Estado dirigida a silenciar cualquier forma de disidencia. Entre las instituciones implicadas se encuentran la Dirección General de Contrainteligencia Militar (DGCIM), el Servicio Bolivariano de Inteligencia Nacional (SEBIN) y la Guardia Nacional Bolivariana (GNB), además de grupos paramilitares conocidos como "colectivos".
Los juristas instan a la CPI a actuar con urgencia para prevenir la continuación de estos crímenes. La denuncia enfatiza la responsabilidad de la cadena de mando dentro del régimen de gobierno, incluyendo a Nicolás Maduro y otros altos funcionarios, quienes habrían ordenado y facilitado estas violaciones.

## Sanciones
El 11 de julio de 2019 el Departamento del Tesoro de Estados Unidos sancionó a la Dirección General de Contrainteligencia Militar después de la muerte del capitán de corbeta Rafael Acosta Arévalo, congelando todas las propiedades que la DGCIM pueda tener bajo jurisdicción estadounidense y prohibiéndoles hacer transacciones financieras con cualquier persona que se encuentre en los Estados Unidos.